# ورم حبيبي
ورم حُبَيبي (بالإنجليزية: Granuloma)‏ ويسمى أيضاً حبيبوم ويعني العقدة الصغيرة. وهو ورم يتكون من نسيج حبيبي. الحبيبوم أو الورم الحبيبي هو اصطلاح عام لخلايا دائرية من الجهاز المناعي عندما يحاول النظام المناعي محاصرة المواد الغازية التي يتعرف عليها كمواد غريبة ولكنه غير قادر على التخلص منها.وتحتوي هذه المواد على حيويات معدية مثل الجراثيم والفطريات ومواد أخرى مثل الكيراتين ومواد الخيوط الجراحية.

## أمراض فيها أورام حبيبية

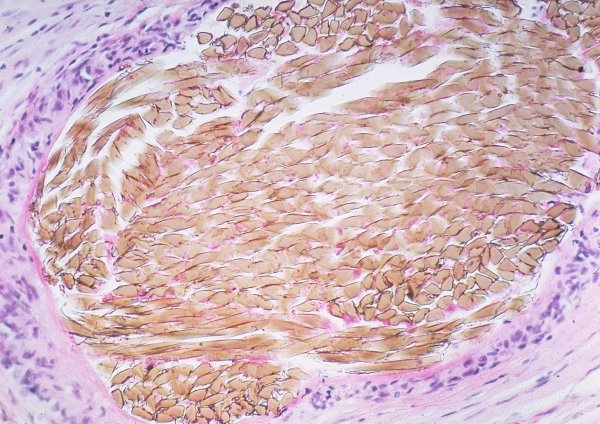
رد فعل الورم الحبيبي لمادة خياطة النايلون.

### مرض السل
تميل الأورام الحبيبية في السل إلى التنخر (درنات متجبنة)، ولكن قد توجد أورام حبيبية غير متنخرة أيضًا. تتواجد أغلب الأحيان خلايا عملاقة عديدة النوى تصطف نواها على شكل حدوة الحصان (خلايا لانغهانز العملاقة) وخلايا عملاقة خاصة بالأجسام الغريبة، ولكنها ليست وصفية للسل. يتطلب التشخيص النهائي للسل تحديد العضية المسببة بواسطة زرع الأحياء الدقيقة.

### الجذام
في الجذام، توجد الأورام الحبيبية في الجلد وتميل لتشمل الأعصاب. يختلف مظهر الأورام الحبيبية وفقًا للنوع الدقيق للجذام.

### داء البلهارسيا
تعود بعض بيوض البلهارسيا التي وُضعت في الوريدات المعوية والبولية إلى الكبد عبر الوريد البابي ما يتسبب بتشكل ورم حبيبي في الكبد.

### داء النوسجات
تُشاهَد الأورام الحبيبية في معظم أشكال داء النوسجات (داء النوسجات الحاد، الورم النوسجي، داء النوسجات المزمن). قد تظهر عضيات النوسجات أحيانًا داخل الورم الحبيبي عند إجراء خزعة أو زرع أحياء دقيقة.

### داء المستخفيات
حين تحدث العدوى بالمستخفيات لدى الأشخاص ذوي الجهاز المناعي السليم، يحدث نموذجيًا التهاب حبيبي. قد تكون الأورام الحبيبية متنخرة أو غير متنخرة. باستخدام المجهر والتلوينات المناسبة، يمكن رؤية العضيات داخل الأورام الحبيبية.

### مرض خدش القطة
مرض خدش القطة هو عدوى ناتجة عن العضية الجرثومية المسماة بارتونيلا هنسيلي، وتتطلب الإصابة به التعرض لخرمشة من قطة صغيرة مصابة بالعضية. توجد الأورام الحبيبية في هذا المرض داخل العقد اللمفية التي تنزح لمف موقع الخدش. وتتميز بأنها «قيحية»، أي تشكّل القيح، وتحوي أعدادًا كبيرة من العدلات. يعد إيجاد هذه العضيات في الأورام الحبيبية صعبًا بواسطة الأساليب المتبعة روتينيًا في مخابر علم الأمراض.

### الحمى الرثوية
الحمى الرثوية مرض جهازي يؤثر في النسيج الضام حول الشرايين ويمكن أن يحدث بعد إنتان غير معالج في البلعوم بالعقديات الحالة للدم بيتا المجموعة أيه. يُعتقد أنه ينتج عن تفاعل أضداد متصالب.

### الغرناوية (الساركويد)
الغرناوية مرض مجهول السبب يتميز بوجود أورام حبيبية غير متنخرة (غير متجبنة) في أعضاء ومواقع عديدة في الجسم، أكثر ما تكون في الرئتين والعقد اللمفية داخل تجويف الصدر. تشمل مواقع الإصابة الشائعة الأخرى الكبد والطحال والجلد والعينين. تشابه الأورام الحبيبية في الساركويد تلك الموجودة في السل وغيره من الأمراض الحبيبية المعدية. ولكن، في معظم حالات الساركويد، لا تحوي الأورام الحبيبية تنخرًا وتحاط بنسيج ندبي متحد المركز (تليف). تحوي الأورام الحبيبية في الساركويد في أغلب الأحيان بنىً نجمية الشكل تدعى الأجسام النجمية أو بنى صفيحية تدعى أجسام شومان. لكن هذه البنى ليست وصفية للساركويد. قد تشفى الأورام الحبيبية في الساركويد عفويًا دون مضاعفات أو قد تترك وراءها تندبًا. في الرئتين، قد يسبب هذا التندب حالة تسمى التليف الرئوي والتي تضعف التنفس. في القلب، قد يسبب اضطرابات في النظم وفشل قلب وحتى الوفاة.

### داء كرون
داء كرون هو حالة التهابية مجهولة السبب تتميز بالتهاب شديد في جدران الأمعاء وأجزاء البطن الأخرى. يوجد ضمن الالتهاب في جدار المعي أورام حبيبية في أغلب الأحيان وتشكل مفتاحًا للتشخيص.

## الأعراض
- حساسية في القصبات الرئوية.
- التهابات وتقرحات جلدية.
- التهاب رئوي شفطي أو مرض خدش القطة.
- أورام حبيبية تتشكل ردا على المستضدات التي تقاوم الخلايا الالتهابية مثل العدلات والحمضات.

## العلاج
تمتد فترة العلاج لحوالي أسبوعين ولمعالجة الالتهابات المصاحبة تعطى ادوية مثل سلفاميثوكسازول وتريميثوبريم.وايضا الستريبتومايسين العضلي. اما بالنسبة الالتهابات غير المستجيبة للأدوية السابقة قد يتم معالجتها بالتتراسيكلين فموياً وكلورام فنكول وجنتامايسين.

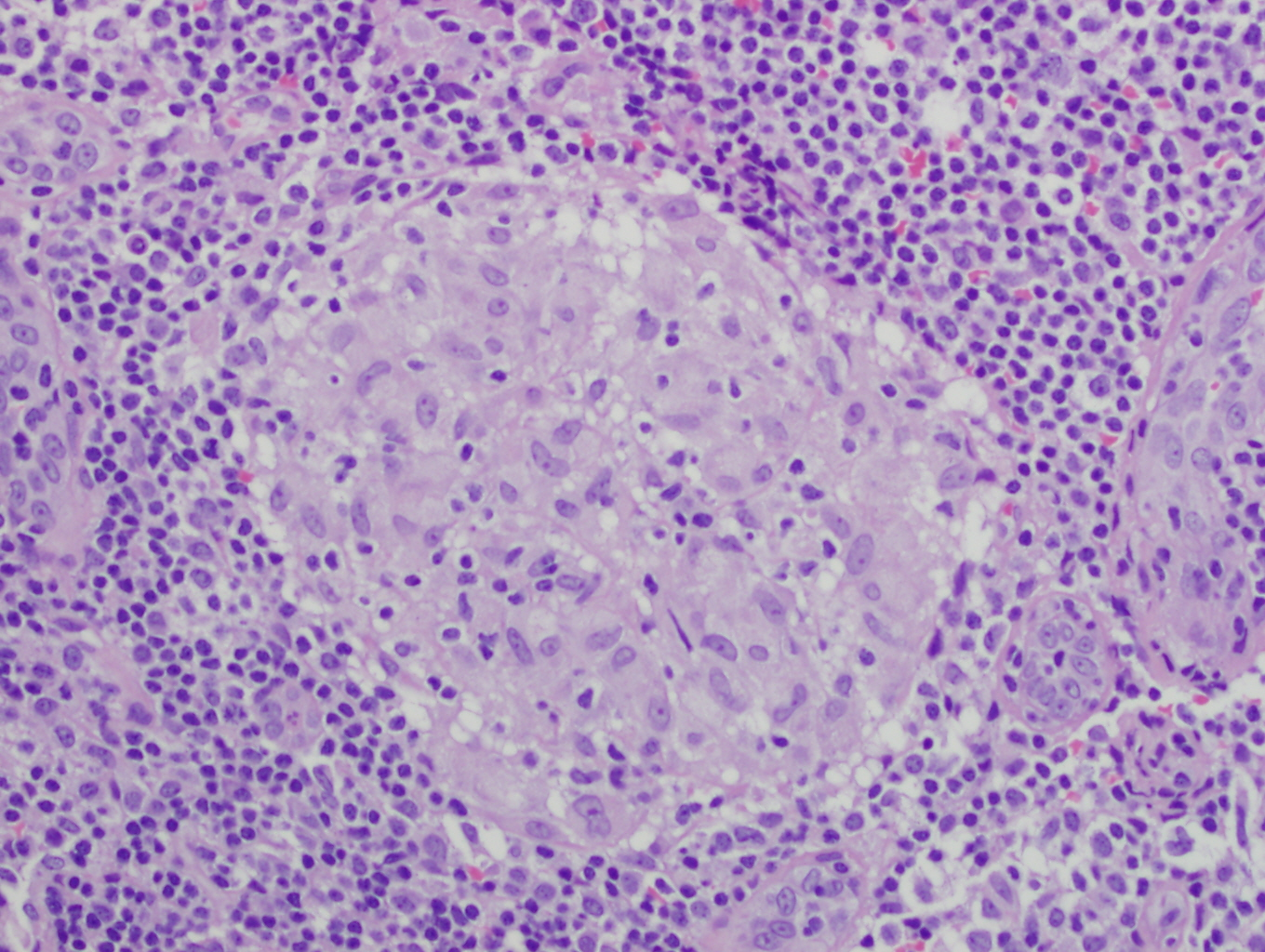
ورم حبيبي دون نخر في عقدة ليمفية لشخص مصاب بالساركويد.
ورم حبيبي مع نخر مركزي في رئة شخص مصاب بمرض السل.

## وصلات إضافية
- Atlas of Granulomatous Diseases Yale Rosen, MD